# Bernard Tramont
Bernard Tramont (ur. 9 listopada 1938 roku w Le Mans, zm. 18 kwietnia 1994 roku w Madrycie) – hiszpański kierowca wyścigowy i rajdowy francuskiego pochodzenia.

## Kariera
Tramont rozpoczął karierę w międzynarodowych wyścigach samochodowych w 1968 roku od startu w klasie P 1.3 24-godzinnego wyścigu Le Mans, w którym odniósł zwycięstwo w swojej klasie, a w klasyfikacji generalnej był dziesiąty. Rok później był drugi w klasie P 1.6.